# 2023年徳島県議会議員選挙
2023年徳島県議会議員選挙（2023ねんとくしまけんぎかいぎいんせんきょ）は、2023年（令和5年）4月9日に投票が行われた徳島県議会の議員を改選するための一般選挙である。

## 概要
県議会議員の4年の任期満了に伴う選挙であり第20回統一地方選挙の一環として行われた。なお、徳島県議会議員選挙は1947年（昭和22年）4月に実施された第1回の選挙からいずれも統一地方選挙の日程で実施されている。
2023年3月31日に告示され、定数38に対し46人が立候補。無投票当選が決まった選挙区は8つだった。

## 選挙データ
- 告示日:2023年3月31日
- 投開票日:2023年4月9日
- 改選議席数:38議席
- 選挙区:13選挙区（うち8選挙区で無投票）
- 立候補者:46名（うち18名が無投票当選）

自由民主党:22名
公明党:2名
立憲民主党:1名
日本維新の会:2名
日本共産党:3名
国民民主党:1名
無所属:14名
諸派:1名

## 当選者
自民党 
 公明党 
 立憲民主党 
 共産党 
 日本維新の会 
 無所属 
| 徳島         | 岸本淳志   | 福山博史 | 曽根大志 | 須見一仁 |
| 徳島         | 庄野昌彦   | 梶原一哉 | 井川龍二 | 東条恭子 |
| 徳島         | 古川広志   | 岡佑樹   |          |          |
| 鳴門         | 岡田理絵   | 原徹臣   | 坂口誠治 |          |
| 小松島・勝浦 | 岡本富治   | 長池文武 | 井村保裕 |          |
| 阿南         | 仁木啓人   | 嘉見博之 | 沢本勝彦 | 達田良子 |
| 吉野川       | 川真田琢巳 | 岡田晋   |          |          |
| 阿波         | 大塚明廣   | 寺井正邇 |          |          |
| 美馬         | 木下賢功   | 浪越憲一 |          |          |
| 三好第一     | 竹内義了   | 井下泰憲 |          |          |
| 名西         | 近藤諭     | 山西国朗 |          |          |
| 那賀         | 古野司     |          |          |          |
| 海部         | 平山尚道   | 重清佳之 |          |          |
| 板野         | 扶川敦     | 立川了大 | 北島一人 | 眞貝浩司 |
| 三好第二     | 元木章生   |          |          |          |